# Ryszard Kapuściński
Ryszard Kapuściński (Pińsk, 1932. március 4. – Varsó, 2007. január 23.) lengyel újságíró, publicista, költő. Először riportjaival lett ismert. Külföldön az egyik legtöbbet fordított lengyel író.

## Élete
A második Lengyel Köztársaság idején, 1932. március 4-én született a történelmi keleti határvidéken található Poléziai vajdaságban található, napjainkban Belaruszhoz tartozó Pińskben. Apja tanár volt, aki 1939-ben harcolt a Lengyelország keleti területeire betört Vörös Hadsereggel szembeszállt Poléziai Hadseregben. Szovjet hadifogságba került, de néhány társával sikerült megszöknie a Szmolenszkbe tartó hadifogoly-menetoszlopból, majd civil ruhában sikeresen visszajutott Pinszkbe. A család kazahsztáni deportálás elől Przemyślbe menekültek rokonokhoz. A megszállás éveit Lengyelország középső részén, Sieraków faluban, és Puszcza Kampinoska erdeiben, Palmiry falu közelében töltötték.
Első költeményei 17 éves korában jelentek meg a Dziś i Jutro (Ma és holnap) c. hetilapban. 1950-ben érettségizett a varsói Stanislaw Staszic Gimnáziumban. Középiskola után dolgozni kezdett a Sztandar Młodych ifjúsági napilap szerkesztőségében. 1953-ban belépett a Lengyel Egyesült Munkáspártba (LEMP), amelynek 1981-ig tagja volt. Közben tanult a Varsói Egyetem Történelem karán is, amelyet 1956-ban fejezett be. 1956-ban kapta első kitüntetését, a Szolgálati Kereszt arany fokozatát a To tez jest prawda o Nowej Hucie (Ez is igaz Nowa Hutáról) riportjáért, amelyben a Nowa Huta-i acélkombinát építésének körülményeit mutatja be. 1958-ban átment a kormányzattal szemben kritikusabb hangnemet megütő Po prostu (Egyszerűen) politikai hetilaphoz, majd később a Polityka hetilaphoz került.
1962-től a PAP hírügynökség külföldi tudósítójaként dolgozott Afrikában, Latin-Amerikában és Ázsiában. Ebben az időszakban Kapuściński beutazta a harmadik világot. Tudósított forradalmakról, polgárháborúkról. Találkozott Che Guevarával és Salvador Alendével is. Nyugaton is ismertek és népszerűek voltak az afrikai gyarmatbirodalom felbomlásáról készült írásai. 1974-ben riportot készített Hailé Szelasszié etióp császárral. Ez alapján jelent meg először 1978-ban a Császár (Cesarz) c. riportkötetet az etiópiai rezsimről. Az 1982-ben megjelent A Sahinsah (Szachinszach) c. írása az iráni császár bukását mutatja be.
1974-ben végleg hazatért Lengyelországba, és a Kultura hetilapnál dolgozott. 1987-ben mutatta be a londoni Royal Court Theatre a Császár c. regényének adaptációját, amelyben Halié Szelasszié etióp császár rendszerét mutatta be.
A Szovjetunió felbomlását a Birodalom (Imperium) c. művében dolgozta fel. Utazásai során készített riportjait a 2004-ben megjelent Utazások Hérodotosszal című művében összegezte.
2007. január 23-án hunyt el szívelégtelenségben Varsóban, a Banach utcai kardiológiai klinikán.

## Művei
- Busz po polsku (1962)
- Czarne gwiazdy (1963)
- Kirgiz schodzi z konia (1968)
- Gdyby cała Afryka (1969)
- Che Guevara – Dziennik z Boliwii (1969)
- Dlaczego zginął Karl von Spreti? (1970)
- Chrystus z karabinem na ramieniu (1975)
- Golyózáporban Angola földjén, 1977 (Jeszcze dzień życia, 1976)
- Futballháború, 1988 (Wojna futbolowa, 1978)
- A császár, 1978 (Cesarz, 1978)
- A sahinsah, 1985 (Szachinszach, 1982)
- Notes (1986)
- Wrzenie świata (1988)
- Lapidárium, 1993 (Lapidarium, 1990)
- A birodalom, 1993 (Imperium, 1993)
- Lapidarium II (1995)
- Lapidarium III (1997)
- Ében, 2000 (Heban, 1998)
- Lapidarium IV (2000)
- Z Afryki (fotóalbum, 2000)
- Lapidarium V (2001)
- Autoportret reportera (2003)
- Utazások Hérodotosszal, 2008 (Podróże z Herodotem, 2004)
- Prawa natury (2006)
- Ten Inny (2006)
- Lapidarium VI (2007)

### Magyarul
- Golyózáporban Angola földjén; ford. Hárs Gábor; Kossuth, Bp., 1977
- A császár; ford. Nemere István; Magvető, Bp., 1981 (Rakéta Regénytár)
- A sahinsah; ford., utószó Gimes Romána; Európa, Bp., 1985 (Modern könyvtár)
- Futballháború; ford. Gimes Romána, Hárs Gábor; Európa, Bp., 1988
- A Birodalom; ford. Szenyán Erzsébet; Európai Utas–Századvég, Bp., 1993 (Mitteleuropa)
- Lapidárium; ford., szerk. Szenyán Erzsébet; Európai Utas–Századvég, Bp., 1993 (Mitteleuropa)
- Világok töréspontján. Beszélgetések Ryszard Kapuścińkivel; riporter Kovács István; Rejtjel, Bp., 1998
- Lapidárium II.; ford. Szenyán Erzsébet; Felsőmagyarország, Miskolc, 1999
- Ében; ford. Szenyán Erzsébet; Széphalom Könyvműhely, Bp., 2000
- Lapidárium III., IV., V.; ford. Szenyán Erzsébet; Széphalom Könyvműhely, Bp., 2005
- Utazások Hérodotosszal; ford. Szenyán Erzsébet; Széphalom Könyvműhely, Bp., 2008

## Ajánlott irodalom
- Artur Domosławski: Háborúk és forradalmak költője. A legendás riporter. Kapuściński non-fiction; ford. Hermann Péter; Poligráf, Bp., 2011 ISBN 9789638634566